# Jean-Jacques Viseur
Jean-Jacques Viseur (Charleroi, 2 december 1946) is een Belgisch voormalig politicus voor de Centre démocrate humaniste (cdH).

## Levensloop
Opgeleid als jurist, was Jean-Jacques Viseur van 1969 tot 1997 advocaat in Charleroi. Ook was hij van 1973 tot 1981 kabinetsmedewerker van ministers Alfred Califice en Philippe Maystadt, vanaf 1985 administrateur van de Christelijke Mutualiteit in Charleroi en van 1994 tot 2006 voorzitter van de raad van bestuur van de Université catholique de Louvain in opvolging van Jean Hallet.
Van 1995 tot 1998 zetelde hij voor de PSC, de voorloper van de cdH, in de Kamer van volksvertegenwoordigers, in opvolging van Philippe Maystadt, die hij in 1998 even opvolgde als minister van Financiën. Dit zou hij blijven tot na de verkiezingen van 1999, waarna cdH in de oppositie belandde. Van 1999 tot 2006 zetelde hij weer in de Kamer van volksvertegenwoordigers. Tevens was hij van 2004 tot 2007 politiek secretaris van de cdH.
Van 2000 tot 2004 en van 2006 tot 2012 zetelde Viseur in de gemeenteraad van Charleroi. Eind 2006 werd hij schepen van deze Henegouwse industriestad, belast met Financiën. Medio 2007 werd hij burgemeester om aan de problemen het hoofd te bieden die aldaar gerezen waren. Begin 2012 trad hij af vanwege gezondheidsredenen. Hij onderging een zware hartoperatie.
Hij sleepte nog jaren een beschuldiging mee van belangenvermenging. Het ging om de aanstelling in 2008 van een advocaat voor de verdediging van belangen van de stad Charleroi. In februari 2014 werd hij hiervoor buiten vervolging gesteld, samen met de advocaat in kwestie.